# Coryphantha odorata
Coryphantha odorata är en kaktusväxtart som beskrevs av Boed.. Coryphantha odorata ingår i släktet Coryphantha, och familjen kaktusväxter. Inga underarter finns listade i Catalogue of Life.